# Маленький Николя
«Маленький Николя» — детская серия книг про мальчика Николя и его друзей, авторами которой являются Рене Госинни, автор комиксов «Астерикс и Обеликс», и художник Жан-Жак Семпе. Книги переведены на 37 языков мира (на русский язык перевела Ирина Прессман). Истории про «французского аналога Дениски» имеют большой успех. Действие происходит во Франции в 1962 году, то есть до реформы 1974 года, когда мальчики учились отдельно от девочек, а четверг был выходным днём для школьников.
В 2009 году на экраны вышел фильм «Маленький Николя» и мультсериал «Привет, я Николя!» в 2 сезонах. В 2014 году вышло продолжение «Маленького Николя» — «Каникулы маленького Николя». В 2021 году вышел фильм «Сокровища маленького Николя». В октябре 2022 года в российский прокат вышел полнометражный мультфильм «Маленький Николя».

## Список книг по редакции
Существуют несколько книг о малыше Николя, переведенных на русский язык: «Малыш Николя», «Малыш Николя на переменках», «Малыш Николя и его друзья», «Каникулы малыша Николя», «Неприятности малыша Николя» и «Проделки малыша Николя», «Праздник малыша Николя», «Малыш Николя и его соседи», «Малыш Николя путешествует», «Малыш Николя веселится», «Малыш Николя проказничает», «Сюрпризы малыша Николя», «Малыш Николя и воздушный шар», «Всё о малыше Николя», «Малыш Николя в школе» и т. д.

## Производство
Изначальная каждая книга создавалась в виде нарисованного Семпе и написанного Госинни комикса, который продавался в Ле-Мустике в период между 1956 и 1958 годами. Однако в 1958 году он стал серией иллюстрированных романов, поскольку Семпе предпочёл просто рисовать картинки, в стиле фотографий.
Каждая книга рассказывает истории глазами самого Николя, что создаёт много юмора, большая часть которого проистекает из непонимания Николя поведения взрослых. Непосредственное восприятие ребёнка- рассказчика сатирически раскрывает мир взрослых.

## Персонажи

### Основные персонажи
- Николя — в рассказах «Я», главный герой. Весь мир вертится вокруг него. Впечатлительный и немного открытый. Николя — самый счастливый мальчик на свете: у него есть родители, бабуля, друзья-одноклассники, замечательная учительница и даже сосед, к которому папа Николя вечно придирается. Он готов помогать другим так же, как и пошалить: завести собаку, поиграть в рулетку на деньги, образовать банду Мстителей и т. д. Часто после драк и ссор с приятелями он говорит «Я/он/она/они никогда не буду/будет/будут больше разговаривать с ними/ним/ней», но всё же компания Николя не распадается. Ему 7 лет. Учится в 1-м классе. Второй ученик по успеваемости после Аньяна.
- Альцест — лучший друг-компаньон Николя, учится с ним в одном классе. Прожорливый, толстый, ест всегда и везде: на уроках, на переменах, на улице и т. д. Знает толк в еде, про что часто пишут в его дневнике: «Если бы он тратил энергию на учёбу столько же, сколько и на поглощение пищи, учился бы лучше». Не любит драться, но в книге «Малыш Николя на переменках» однажды разозлился на одноклассника и набросился на него с кулаками. В рассказе «Я курю» предложил Николя закурить. Ему 7 лет.
- Эд — самый драчливый и задиристый ученик в классе, но всё же состоит в компании Николя. Мечтает стать бандитом и уверяет всех, что это тоже профессия, хотя Руфюс не согласен. Он первым предложил создать банду Мстителей, и хотел создать эмблему, но ничего не вышло. Имеет старшего брата Жонаса, который служит в армии. Ему 7 лет.
- Жоффруа — одноклассник Николя. Любит хвастаться тем, что у него богатый папа, который многое ему покупает. Ему 8 лет.
- Руфюс — сын полицейского. Мечтает им стать. Одноклассник-компаньон Николя. Шалун. Часто критикует идеи друзей. Любит свой свисток, считает его семейной реликвией. Всех уверяет, что когда-то спас утопающего, но Мексан смеётся, что тот не умеет даже на воде держаться. Имеет младшего брата и знает, каково это в первые дни его появления. Его коронная фраза: «Я позову папу, и он вас всех арестует и посадит в тюрьму!» Ему 8 лет.
- Клотер — самый худший ученик в классе настолько, что ему даже двойку трудно поставить. Чаще всех из-за этого стоит в углу. Хоть и рассеянный, но всё же обладает взаимопониманием. В фильме он смог ответить в присутствии министра на вопрос про реку Сену. Когда их учительница заболела и пришла другая, он сразу стал её любимчиком. Ему 8 лет.
- Жоаким — друг и компаньон Николя. В рассказе «У Жоакима неприятности» рассказывает, что у его мамы родился младший брат Леонс, с чего и начинается фильм «Маленький Николя». Однако в фильме не говорится, что его брата назвали Леонсом. Часто опаздывает в школу, но это хорошо себя вести и хорошо учиться ему не мешает. Ему 8 лет.
- Мексан — самый высокий мальчик в классе и в компании друзей Николя. Чем-то похож на Руфюса. Смотрит фильмы про ковбоев, бандитов и полицейских. Ироничный, но всё же хороший друг. Ему 8 лет.
- Аньян — самый лучший ученик в классе. Доносчик, плакса и зануда, за что его ненавидят одноклассники. Убеждён, что его бить нельзя, потому что он носит очки. На перемене всё время повторяет уроки и не играет и не общается с ребятами. Ему 9 лет.

### Остальные персонажи
- Родители Николя — этих представителей взрослого мира Николя считает идеальными. Папа работает, мама-домохозяйка — всё, как у людей! Однако папа, которому около 36 лет, любит рассказывать Николя, что если бы не женился, то был бы чемпионом по футболу, боксу, плаванию и в гонках на велосипедах («Велосипед»). Часто придирается к соседу Бледуру. Мама — обыкновенная типичная женщина, любящая своё чадо. Ей около 30 лет.
- Бабушка Николя — мать мамы Николя. Так сильно любит своего внука, что балует его, и папе это не нравится. Часто присылает посылки с подарками для Николя. В фильме «Каникулы маленького Николя» её зовут Меме[значимость факта?], однако в книгах и мультсериале её имя не упоминалось. Ей около 60 лет.
- Эжен — брат папы Николя, дядя Николя. Толстый. Отец Эжона. Когда мама сердится на папу, часто упоминает его. Весельчак. Ему 38 лет.
- Учительница — её фамилия неизвестна. Преподаёт в классе Николя. Часто ставит Клотера и других ребят в угол за то, что они не могут ответить у доски или балуются. Однако ученики её любят. Её возраст не упоминается, хотя ей больше 40 лет[значимость факта?].
- Месье Дюбон — школьный воспитатель, который следит за детьми на переменке и даёт звонки, часто отбирает у Эда мяч, когда ребята играют в футбол или вышибалы, а также даёт ученикам мел для доски и контурные карты и атласы для урока географии. Имеет прозвище Бульон. Служил в армии сержантом[значимость факта?]. Довольно строг. Ему 45 лет.
- Директор школы — его фамилия неизвестна. Сам называет месье Дюбона  Бульоном, но не в его присутствии. 70 лет.
- Месье Борденав — школьный воспитатель, как и Бульон, очень строгий и суровый. Не любит хорошую погоду и солнце, так как тогда ему приходится выводить детей на перемену во двор, а там они шалят. Упоминался в рассказе «Месье Борденав не любит солнце». 50 лет.
- Месье Мушабьер — школьный воспитатель, как и Бульон, хотя и не такой суровый и обидчивый. Пока без прозвища. Появляется в книге «Малыш Николя на переменках». Как и Бульон, пугает детей каторгой, но не настолько сильно и не настолько строго. Ему 25 лет.
- Месье Бледур — сосед семьи Николя, бывший одноклассник и ровесник папы Николя. Любит подтрунивать над ним (иногда довольно обидно) и ссориться с ним.
- Мадам Бледур — жена месье Бледура. Ругает супруга, когда он спорит с отцом Николя. Любит детей и хорошо относится к Николя. Ей больше 30.
- Роже Мушбум — начальник папы Николя. Щедрый человек. Женат. В фильме «Маленький Николя» есть несколько эпизодов, как он посещает с женой дом Николя и как отец Николя спасает его от несущейся машины, за что тот назначает папу преемником. Не имеет детей, но мечтает их иметь. Не воспринимает еду из ресторана. Мечтает пообедать обычной семейной пищей. Ему 47 лет.
- Мадам Мушбум — жена месье Мушбума. В фильме мама Николя принимает её за служанку. Не злопамятна и приятна в общении. Ей больше 40 лет.
- Месье Падуль — полицейский, работает вместе с отцом Руфюса. Пользуясь известностью отца Руфюса, докладывает ему, чем занимается его сын. Ему 40 лет.
- Луизетт — девочка, которой посвящён рассказ «Луизетт». Голубоглазая брюнетка, похожая на ангела, но отнюдь не с ангельским характером: презирает мальчиков, капризная и своенравная, играет в футбол, хотя её мама об этом не знает. Подставляет Николя. Однако он признаётся: «Она невероятно красива. Когда я вырасту, то женюсь на ней. У неё потрясающий удар!». Ей 7 лет.
- Мари-Эдвиж — соседка и подруга Николя, дочь месье и мадам Куртеплак. Капризная и своенравная девочка, часто играет с Николя и заставляет его играть с её куклой. Ей 7 лет.
- Жонас  — старший брат Эда. Служит в армии. Эд считает его любимчиком родителей. Подставляет своего брата, но всё же любит его. Курит. Эд, Николя и другие долгое время считали его офицером, защищающим родину. Однако вдруг во время отпуска Жонас заявляет, что он работает на кухне, руководя чисткой овощей. Ему 19 лет.
- Леонс — младший брат Жоакима, появился в рассказе «У Жоакима неприятности». Ему 5-6 лет.
- Джордж «Джоджо» Мак-Интош — приезжает на неделю из Англии во Францию и попадает в школу Николя, к ним в класс. Николя и его друзья научили его плохим словам, и домой его отправили раньше. Ему 7 лет.
- Месье Бонгрен — сотрудник папы Николя. Работает бухгалтером. Фигурирует в рассказе «Чудесный глоток свежего воздуха». Смешлив, но суров со своим сыном, когда тот балуется. Предпочитает загородную жизнь городской. Имя неизвестно. Ему 45 лет.
- Мадам Клер Бонгрен — жена месье Бонгрена. Фигурирует в рассказе «Чудесный глоток свежего воздуха». Довольно занятая женщина. Ей 42-43 года.
- Корантен — сын месье и мадам Бонгрен, друг Николя. По словам месье Бонгрена, при выезде за город становится неуправляемым. Ему 8 лет.

## Экранизации
- Маленький Николя — фильм 2009 года.
- Привет, я Николя! — мультсериал 2009 года.
- Каникулы маленького Николя — фильм 2014 года.
- Сокровища маленького Николя — фильм 2021 года.
- Маленький Николя: Все в отпуске! — мультсериал 2022 года.
- Маленький Николя — полнометражный мультфильм 2022 года.